# ميخائيل مورتون (عداء ألتراماراثون)
ميخائيل مورتون (بالإنجليزية: Michael Morton)‏ هو عداء ألتراماراثون ‏ أمريكي، ولد في 20 أكتوبر 1971 في ترينتون في الولايات المتحدة.

## وصلات خارجية
- الموقع الرسمي
- ميخائيل مورتون على موقع الاتحاد الألماني للألترا ماراثون (الإنجليزية)
- ميخائيل مورتون على موقع الرابطة الدولية لركض المسار (الإنجليزية)